# Municipio de Kaw (condado de Wabaunsee)
El municipio de Kaw (en inglés: Kaw Township) es un municipio ubicado en el condado de Wabaunsee en el estado estadounidense de Kansas. En el año 2010 tenía una población de 261 habitantes y una densidad poblacional de 2,44 personas por km².

## Geografía
El municipio de Kaw se encuentra ubicado en las coordenadas 39°10′0″N 96°9′28″O / 39.16667, -96.15778. Según la Oficina del Censo de los Estados Unidos, el municipio tiene una superficie total de 111.59 km², de la cual 109,1 km² corresponden a tierra firme y (2,23 %) 2,49 km² es agua.

## Demografía
Según el censo de 2010, había 261 personas residiendo en el municipio de Kaw. La densidad de población era de 2,34 hab./km². De los 261 habitantes, el municipio de Kaw estaba compuesto por el 95,79 % blancos, el 1,53 % eran afroamericanos, el 1,53 % eran amerindios y el 1,15 % eran de una mezcla de razas. Del total de la población el 1,15 % eran hispanos o latinos de cualquier raza.